# Antonio José González Zumárraga
Antonio José kardinál González Zumárraga (18. března 1925 Pujilí – 13. října 2008 Quito) byl ekvádorský katolický duchovní a církevní právník, pomocný biskup diecéze Quito (1969–1978), 2. biskup Machaly (1978–1980), arcibiskup koadjutor Quita (1980–1985) a 10. arcibiskup Quita (1985–2003).